# Naissance en 998
Naissance
- 994
- 995
- 996
- 997
- 998
- 999
- 1000
- 1001
- 1002

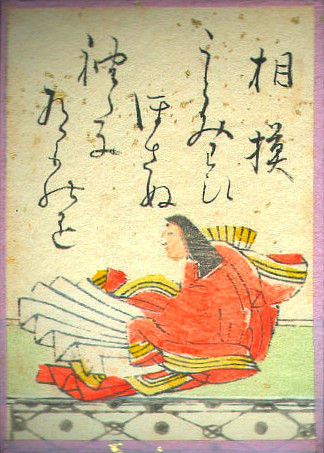
Sagami, née en 998.

Cette page dresse une liste de personnalités nées au cours de l'année 998  :
- ʿAlī Abū al-Ḥasan al-Miṣrī Ibn Riḍwān, médecin en chef, polémiste[1].
- Bérenger de Tours, théologien français.
- Sagami, poétesse et courtisane japonaise du milieu de l'époque de Heian.

## Crédit d'auteurs
- Cet article est partiellement ou en totalité issu de l'article intitulé « 998 » (voir la liste des auteurs).